# Верхний Ажгечу
Верхний Ажгечу (чечен. Лакха Ӏаьжгиечу) — покинутый аул в Галанчожском районе Чеченской Республики. Входит в Нашхоевское сельское поселение.

## География
Аул расположен на северо-восточной части Галанчожского района, к северо-востоку от районного центра Галанчож.
Ближайшие населённые пункты развалины бывших аулов: на северо-западе — Бончу-Дига и Магусты, на юго-востоке — Мушечу, Сакилинжили и Зарха, на юго-западе — Дженчу.

## История
Аул Верхний Ажгечу ликвидирован в 1944 году после депортации чеченцев. После восстановления Чечено-Ингушской АССР в 1956 году чеченцам было запрещено селиться в данном районе.